# Unmatjera
Unmatjera (Anmatjera), pleme australskih Aboridžina iz Sjevernog Teritorija (North Territory) u Australiji naseljeno sjeverozapadno od Alice Springsa, čiji se teritorij (prema Tindaleu) prostirao na 29,100 četvornih kilometara (11,200 četvornih milja). Ovo pleme od svojih susjeda nazivano je i Imatjera, Anmatjara, Urmitchee, Janmadjara i Janmadjari (pleme Walpiri), Janmatjiri (pleme Pintubi), Yanmedjara i Yanmadjari. naziv Unmatjera dali su im Aranda. Populacija im iznosi 800 (1983 Black).
Jezik (anmatyerre, anmatjirra) im pripada porodici Pama-Nyunga, skupini aranda.

## Vanjske poveznice
- Anmatyerre
- Anmatjera (NT)  Arhivirana inačica izvorne stranice od 12. lipnja 2008. (Wayback Machine)